# Ulriken
Ulriken ist der höchste der sieben Berge rund um das Zentrum der norwegischen Stadt Bergen. Der Gipfel liegt 643 Meter über dem Meeresspiegel. Auf dem Ulriken stehen Masten für Rundfunk und Telekommunikation. Auch ein Restaurant befindet sich dort. Die Ulriksbanen erleichtert den Weg auf den Berg.
Es gibt aber auch Wanderwege, sowohl auf den Gipfel, als auch in das flachere Wandergebiet Vidden. Eine der ersten Fußtouren soll im Jahr 1853 von einer Gruppe Bergenser unternommen worden sein, zu der auch der Theaterdirektor Henrik Ibsen gehörte. Aus diesem Anlass schrieb er das Lied „Wir wandern frohgemut“.
Der Ulriken hat seinen Namen vom altnorwegischen Alrek, was so viel wie „der Raum Einnehmende“ bedeutet.
Der Ulriken ist auch von Bergens Stadthymne bekannt, die zwar offiziell „Ein Lied an Bergen“, heißt, aber den Untertitel „Aussichten vom Ulriken“ trägt. Nach der ersten Zeile heißt sie im Volksmund „Ich nahm meine frisch gestimmte Zither“, oder kurz „Die frisch Gestimmte“. Das Lied wurde vom Bischof Johan Nordahl Brun 1791 zu einer festlichen Zusammenkunft geschrieben. Es ist nicht bekannt, ob Brun jemals auf dem Ulriken war, aber er soll auf Skiern auf dem Gipfel des Lyderhorn gewesen sein.

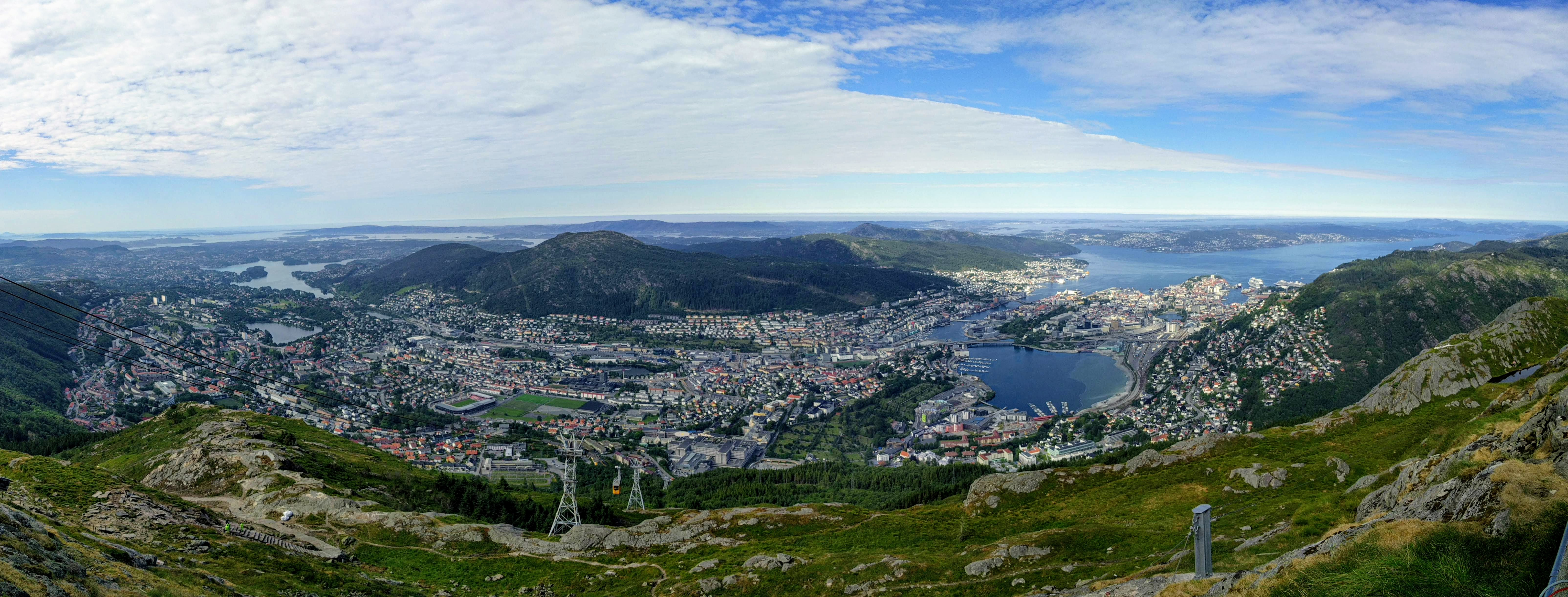
Panorama vom Ulriken auf Bergen im Sommer